# Colibri delphinae
Colibri-castanho ou beija-flor-marrom (Colibri delphinae) é uma espécie de beija-flor de grande porte que se reproduz em elevações medias nas montanhas da América Central, oeste e norte da América do Sul (principalmente nos Andes e nos tepuis) com populações isoladas em Trinidad e na Chapada Diamantina.
O habitat de reprodução é a floresta em altitudes entre 400–1600 m, mas ele se espalha amplamente nas terras baixas quando não está se reproduzindo. É substituído em altitudes mais elevadas por seu parente, C. cyanotus, mas suas distribuições se sobrepõem amplamente.
O beija-flor-marrom é normalmente encontrado no alto das copas das árvores da floresta tropical, na floresta secundária e nas plantações de café, mas se alimenta em níveis mais baixos nas bordas de mata e clareiras. O ninho é uma pequena xícara de planta selada em um galho de 1–3 m de altura em um arbusto, no qual dois ovos brancos são colocados.
O beija-flor-marrom mede 11,5 cm de comprimento e 6,5-7 g de peso e é inconfundível; é principalmente marrom opaco, com um uropígio ruivo e penas mais acinzentadas. Há uma mancha violeta correndo para trás e para baixo do olho, uma faixa malar, uma garganta verde e azul cintilante. O bico é relativamente curto e quase reto.
A fêmea é semelhante ao macho, mas tem uma faixa verde e azul menor na garganta. Os imaturos têm franjas avermelhadas na parte superior da plumagem e pouco ou nenhum violeta atrás dos olhos. A vocalização é uma repetição vigorosa do chamado de chit, e é proferida por até várias dezenas de machos reprodutores durante o lek.
O beija-flor-marrom se alimenta do néctar de pequenas flores de árvores e epífitas. Ele também caça insetos, geralmente capturados em voo, como uma fonte essencial de proteína. Embora não seja particularmente territorial, esta espécie é altamente agressiva, e nos comedouros parece passar muito mais tempo atacando outros beija-flores do que realmente se alimentando.

## Subespécies
São reconhecidas duas subespécies:
- Colibri delphinae delphinae (Lesson, 1839) - ocorre de Belize e Guatemala até as Guianas, Brasil e Bolívia.
- Colibri delphinae greenewalti (Ruschi, 1962) - ocorre no Brasil no estado da Bahia.